# Huyện Sylhet
Sylhet là một huyện thuộc division Sylhet, Bangladesh. Huyện này có diện tích 3490 km², dân số năm 2002 là 2569788 người, mật độ dân số là 736 người/km².